# Liste des lacs au Togo
La liste des lacs au Togo répertorie la liste non exhaustive des lacs présents sur le territoire du Togo.

## Lacs notoires et catégories de lacs présents dans le pays
Le lac Togo est le principal lac sur le territoire togolais, situé sur la côte face au golfe de Guiné avec une superficie de 46 km² à l'étiage, environ 15 km de longeur, 6 km de largeur et de 2 à 3 mètres de profondeur, il est un lac de type, connecté à l'océan Atlantique.